# Sånger för söndagsskolan och hemmet
Sånger för Söndagsskolan och Hemmet gavs ut i flera olika upplagor, den första utgiven 1873 av Teodor Trued Truvé och den fjärde publicerades 1875. Senare titel blev "Svensk söndagsskolsångbok för hem, skolor och barngudstjänster" vid utgivningen 1929. Bokens utgivning 1929 var ett samarbete mellan flera samfund: Svenska Missionsförbundet, Metodistkyrkan, Svenska Baptistsamfundet och senare även Evangeliska Fosterlandsstiftelsen och Svenska Alliansmissionen.

## Utgåvor
- Sånger för Söndagsskolan och Hemmet 1873 första upplagan
- Sånger för Söndagsskolan och Hemmet 1875 fjärde upplagan
- Svensk söndagsskolsångbok för hem, skolor och barngudstjänster 1908
- Svensk söndagsskolsångbok för hem, skolor och barngudstjänster 1929

Skall inte förväxlas med:
- Sångbok för söndagsskolan av C. A. V. Lundholm
- Sångbok för söndagsskolan & hemmet från 1888 från den 10:e upplagan

### Fotnoter
1. ↑  ”Svensk söndagsskolsångbok för hem, skolor och barngudstjänste” (på engelska). Wordcat. 10 mars 1929. https://www.worldcat.org/title/svensk-sondagsskolsangbok-for-hem-skolor-och-barngudstjanster-med-musik/oclc/937320430&referer=brief_results. Läst 15 oktober 2017.